# Mirskói (Kavkázskaya, Krasnodar)
Mirskói (del ruso: Мирской) es un posiólok del raión de Kavkázskaya del krai de Krasnodar, en el sur de Rusia. Está situado en la orilla derecha del río Beisug, 18 km al noroeste de Kropotkin y 123 km al nordeste de Krasnodar, la capital del krai.  Tenía 2 706 habitantes en 2010.
Es cabeza del municipio Mirskoye, al que pertenecen asimismo Oktiabrski, Vozrozhdéniye, Komsomolski, Krasnoarmeiski, Rastsvet y Rozy Liuksemburg.

## Historia
La fundación de la localidad está relacionada con la construcción del ferrocarril del Cáucaso Norte, que pasa por su centro, como asentamiento para los trabajadores, por lo que se remonta a 1872.

## Demografía
| 2002  | 2010  |
| ----- | ----- |
| 3 055 | 2 706 |

### Composición étnica
De los 3 055 habitantes que tenía en 2002, el 91.8 % era de etnia rusa, el 3.4 % era de etnia armenia, el 1.9 % era de etnia ucraniana, el 0.6 % era de etnia alemana, el 0.3 % era de etnia bielorrusa, el 0.3 % era de etnia azerí, el 0.1 % era de etnia georgiana, el 0.1 % era de etnia tártara y el 0.1 % era de etnia griega.

## Transporte
La carretera federal M29 Pávlovskaya-frontera azerí pasa al este de la localidad. El ferrocarril Rostov-Vladikavkaz pasa por la población.